# Detroit Lions 2024
La stagione 2024 dei Detroit Lions è stata la 94ª della franchigia nella National Football League e la quarta con Dan Campbell come capo-allenatore.
I Lions furono la prima squadra a raggiungere le dieci vittorie nella lega, un'impresa che non gli riusciva dal 1934. Fu anche la prima volta nella loro storia che vinsero almeno dieci gare per due stagioni consecutive. Con un record di franchigia di 15 vittorie fu anche la prima volta che ebbero la prima testa di serie nei playoff della NFC. A sorpresa, tuttavia, Detroit fu subito eliminata nel divisional round con una sconfitta per 45-31 contro i Washington Commanders.
Il punto di forza dei Lions in questa stagione fu il loro attacco, che guidò la NFL con 564 punti segnati, il quarto massimo di sempre nella storia della lega. Il Pro Bowler Jahmyr Gibbs, assieme al compagno David Montgomery, formò un coppia di running back che guidò la lega con un record di franchigia di 20 touchdown su corsa. In difesa la squadra ebbe la settima miglior difesa in termini di punti subiti, malgrado diversi infortuni a giocatori chiave, incluso il defensive end Aidan Hutchinson.

## Scelte nel Draft 2024
| Scelte dei Lions nel Draft 2024 |        |                     |        |                |       |
| Giro                            | Scelta | Giocatore           | Ruolo  | College        | Note  |
| 1                               | 24     | Terrion Arnold      | CB     | Alabama        | [ 3 ] |
| 2                               | 61     | Ennis Rakestraw Jr. | CB     | Missouri       | [ 4 ] |
| 4                               | 126    | Giovanni Manu       | OT     | UBC            | [ 5 ] |
| 4                               | 132    | Sione Vaki          | RB / S | Utah           | [ 6 ] |
| 6                               | 189    | Mekhi Wingo         | DT     | LSU            | [ 7 ] |
| 6                               | 210    | Christian Mahogany  | G      | Boston College | [ 8 ] |

## Staff
| Staff dei Detroit Lions |
| --- |
| Organi dirigenziali - Proprietaria – Sheila Ford Hamp - Vice chairpeople – William Clay Ford Jr., Martha Ford Morse e Elizabeth Ford Kontulis - Presidente – Rod Wood - Presidente & CEO – Chris Spielman - Vice presidente esecutivo/general manager – Brad Holmes - Assistente general manager – Ray Agnew - Vide presidente senior del football & business administration – Mike Disner - Direttore del personale dei giocatori – Lance Newmark - Direttore degli osservatori dei professionisti – Rob Lohman - Direttore degli osservatori del college – Dave Sears - Dirigente del personale senior – John Dorsey Capo allenatore - Capo-allenatore – Dan Campbell - Assistente c.a./running back – Duce Staley Altri allenatori - Direttore delle prestazioni sportive – Mike Clark - Direttore della scienza sportiva – Jill Costanza - Preparatore atletico – Josh Schuler - Assistente p.a. – Morris Henry Allenatori dell'attacco - Coordinatore offensivo – Ben Johnson - Quarterback – Mark Brunell - Wide receiver – Antwaan Randle El - Assistente wide receiver – Seth Ryan - Tight end/gioco sui passaggi – Tanner Engstrand - Offensive line – Hank Fraley - Assistente attacco senior – John Morton - Controllo qualità attacco – Steve Oliver - WCF minority fellowship – Deon'tae Pannell Allenatori della difesa - Coordinatore difensivo – Aaron Glenn - Defensive line – Todd Wash - Assistente defensive line – Cameron Davis - Linebacker – Kelvin Sheppard - Defensive back/gioco sui passaggi – Aubrey Pleasant - Assistente difesa/outside linebacker – David Corrao - Assistente difesa – Brian Duker - Controllo qualità difesa – Wayne Blair - Controllo qualità difesa – Stephen Thomas Allenatori dello special team - Coordinatore degli special team – Dave Fipp - Assistente special team – Jett Modkins |

## Roster
| Roster dei Detroit Lions |
| --- |
| Quarterback - 16 Jared Goff - 2 Hendon Hooker Running Back - 26 Jahmyr Gibbs - 5 David Montgomery - 13 Craig Reynolds - 33 Sione Vaki Wide Receiver - 11 Kalif Raymond - 14 Amon-Ra St. Brown - 83 Isaiah Williams - 9 Jameson Williams Tight End - 43 Parker Hesse - 87 Sam LaPorta - 89 Brock Wright Offensive Linemen - 74 Kayode Awosika G - 68 Taylor Decker T - 60 Graham Glasgow G - 59 Giovanni Manu T - 62 Michael Niese G - 77 Frank Ragnow C - 58 Penei Sewell T - 70 Dan Skipper T - 75 Colby Sorsdal T - 71 Kevin Zeitler G Defensive Linemen - 92 Marcus Davenport DE - 97 Aidan Hutchinson DE - 54 Alim McNeill DT - 91 Levi Onwuzurike DT - 93 Josh Paschal DE - 98 D.J. Reader DT - 94 Mekhi Wingo DT Linebacker - 34 Alex Anzalone ILB - 55 Derrick Barnes ILB - 46 Jack Campbell ILB - 41 James Houston OLB - 51 Ben Niemann ILB - 53 Trevor Nowaske ILB - 42 Jalen Reeves-Maybin ILB - 44 Malcolm Rodriguez ILB Defensive Back - 0 Terrion Arnold CB - 32 Brian Branch CB - 23 Carlton Davis CB - 30 Khalil Dorsey CB - 12 Brandon Joseph FS - 31 Kerby Joseph SS - 6 Ifeatu Melifonwu FS - 15 Ennis Rakestraw Jr. CB - 21 Amik Robertson CB - 24 Loren Strickland SS - 29 Kindle Vildor CB Special Team - 39 Jake Bates K - 3 Jack Fox P - 49 Hogan Hatten LS Lista delle riserve - 61 David Bada DT (Waived/injured) - -- Michael Badgley K (IR) - 79 John Cominsky DE (IR) - 76 Connor Galvin T (IR) - 18 Antoine Green WR (IR) - 57 Nate Lynn OLB (IR) - 73 Christian Mahogany G (NF-Inj.) - 99 Brodric Martin DT (IR) - 4 Emmanuel Moseley CB (IR) - 52 Netane Muti G (IR) - 10 Tre'Quan Smith WR (IR) Squadra di allenamento - 50 Mitchell Agude OLB - 65 Kingsley Eguakun C - 18 Jake Fromm QB - 25 Erick Hallett SS - 28 Jermar Jefferson RB - 72 Jamarco Jones T - 85 Tom Kennedy WR - 82 James Mitchell TE - 95 Pat O'Connor DE - 17 Tim Patrick WR - 96 Kyle Peko DT - 19 Donovan Peoples-Jones WR - 8 Allen Robinson WR - 90 Chris Smith DT - 45 Isaac Ukwu DE - 84 Shane Zylstra TE Roster aggiornato al 6 settembre 2024 52 attivi, 11 inattivi, 16 nella squadra di allenamento |
| Legenda - I rookie sono in corsivo. - Il primo ruolo è il principale mentre gli eventuali successivi indicano i ruoli secondari. - (IR) sta per Injured Reserve ed indica la lista ristretta per un solo giocatore infortunato che può tornare ad allenarsi dopo la settimana 6 e a rientrare in prima squadra dopo che questa ha giocato 8 partite. - (NF-Inj.) / (NF-Ill.) stanno rispettivamente per Non-Football Injured e Non-Football Illness ed indicano le liste dove viene inserito un giocatore che ha un infortunio o una malattia non dipendente dal football americano. - (PUP) sta per Physically Unable to Perform ed indica la lista dove viene inserito un giocatore mentre è in attesa di recuperare la condizione fisica. Nella stagione regolare dopo la sesta partita giocata dalla propria squadra, il giocatore ha tempo tre settimane per riprendere ad allenarsi, più tre settimane aggiuntive dal suo rientro agli allenamenti per rientrare in prima squadra. |

## Precampionato
Il 21 maggio 2024 furono annunciate le gare del precampionato.
| Precampionato |           |           |                      |           |        |                   |             |         |
| Settimana     | Data      | Ora (ET)  | Avversario           | Risultato | Record | Stadio            | TV          | Sintesi |
| 1             | 8 agosto  | 7:00 p.m. | @ New York Giants    | S 3-14    | 0-1    | MetLife Stadium   | NFL Network | Sintesi |
| 2             | 17 agosto | 3:00 p.m. | @ Kansas City Chiefs | V 24-23   | 1-1    | Arrowhead Stadium | NFL Network | Sintesi |
| 3             | 24 agosto | 1:00 p.m. | Pittsburgh Steelers  | V 24-17   | 2-1    | Ford Field        | NFL Network | Sintesi |

## Stagione regolare

### Calendario
Il 15 maggio 2024 fu annunciato il calendario della stagione regolare. Data e orario della gara di settimana 18 furono definiti il 29 dicembre, subito dopo lo svolgimento del diciassettesimo turno.
| Stagione regolare |                    |                    |                           |                    |                    |                    |                    |                    |
| Settimana         | Data               | Ora (ET)           | Avversario                | Risultato          | Record             | Stadio             | TV                 | Sintesi            |
| 1                 | 8 settembre        | 8:20 p.m.          | Los Angeles Rams (S)      | V 26-20 (DTS)      | 1-0                | Ford Field         | NBC                | Sintesi            |
| 2                 | 15 settembre       | 1:00 p.m.          | Tampa Bay Buccaneers      | S 16-20            | 1-1                | Ford Field         | Fox                | Sintesi            |
| 3                 | 22 settembre       | 4:25 p.m.          | @ Arizona Cardinals       | V 20-13            | 2-1                | State Farm Stadium | Fox                | Sintesi            |
| 4                 | 30 settembre       | 8:15 p.m.          | Seattle Seahawks (M)      | V 42-29            | 3-1                | Ford Field         | ABC                | Sintesi            |
| 5                 | Settimana di pausa | Settimana di pausa | Settimana di pausa        | Settimana di pausa | Settimana di pausa | Settimana di pausa | Settimana di pausa | Settimana di pausa |
| 6                 | 13 ottobre         | 4:25 p.m.          | @ Dallas Cowboys          | V 47-9             | 4-1                | AT&T Stadium       | Fox                | Sintesi            |
| 7                 | 20 ottobre         | 1:00 p.m.          | @ Minnesota Vikings       | V 31-29            | 5-1                | U.S. Bank Stadium  | Fox                | Sintesi            |
| 8                 | 27 ottobre         | 1:00 p.m.          | Tennessee Titans          | V 52-14            | 6-1                | Ford Field         | Fox                | Sintesi            |
| 9                 | 3 novembre         | 4:25 p.m.          | @ Green Bay Packers       | V 24-14            | 7-1                | Lambeau Field      | Fox                | Sintesi            |
| 10                | 10 novembre        | 8:20 p.m.          | @ Houston Texans (S)      | V 26-23            | 8-1                | NRG Stadium        | NBC                | Sintesi            |
| 11                | 17 novembre        | 1:00 p.m.          | Jacksonville Jaguars      | V 52-6             | 9-1                | Ford Field         | CBS                | Sintesi            |
| 12                | 24 novembre        | 1:00 p.m.          | @ Indianapolis Colts      | V 24-6             | 10-1               | Lucas Oil Stadium  | Fox                | Sintesi            |
| 13                | 28 novembre        | 12:30 p.m.         | Chicago Bears (T)         | V 23-20            | 11-1               | Ford Field         | CBS                | Sintesi            |
| 14                | 5 dicembre         | 8:15 p.m.          | Green Bay Packers (T)     | V 34-31            | 12-1               | Ford Field         | Prime Video        | Sintesi            |
| 15                | 15 dicembre        | 4:25 p.m.          | Buffalo Bills             | S 42-48            | 12-2               | Ford Field         | CBS                | Sintesi            |
| 16                | 22 dicembre        | 1:00 p.m.          | @ Chicago Bears           | V 34-17            | 13-2               | Soldier Field      | Fox                | Sintesi            |
| 17                | 30 dicembre        | 8:15 p.m.          | @ San Francisco 49ers (M) | V 40-34            | 14-2               | Levi's Stadium     | ESPN/ABC           | Sintesi            |
| 18                | 5 gennaio          | 8:20 p.m.          | Minnesota Vikings (S)     | V 31-9             | 15-2               | Ford Field         | NBC                | Sintesi            |

Note:
- Gli avversari della propria division sono in grassetto.
- Il simbolo "@" indica una partita giocata in trasferta.
- (M) indica il Monday Night Football, (T) il Thursday Night Football e (S) il Sunday Night Football.

## Play-off
Al termine della stagione regolare i Lions arrivarono primi nella NFC North con un record di 15 vittorie e 2 sconfitte, qualificandosi ai play-off come testa di serie numero 1 della NFC e avendo così diritto di iniziare direttamente dal secondo turno, i Divisional Play-off, con il vantaggio di giocare sempre in casa. In questo turno affrontarono quindi Washington, testa di serie numero 6, venendo sconfitti e uscendo così subito dalla post-season.
| Play-off   |                                           |                                           |                                           |                                           |                                           |                                           |                                           |                                           |
| Turno      | Data                                      | Ora (ET)                                  | Avversario (seed)                         | Risultato                                 | Record                                    | Stadio                                    | TV                                        | Sintesi                                   |
| Wild Card  | Qualificati direttamente al secondo turno | Qualificati direttamente al secondo turno | Qualificati direttamente al secondo turno | Qualificati direttamente al secondo turno | Qualificati direttamente al secondo turno | Qualificati direttamente al secondo turno | Qualificati direttamente al secondo turno | Qualificati direttamente al secondo turno |
| Divisional | 18 gennaio                                | 8:00 p.m.                                 | Washington Commanders (6)                 | S 31-45                                   | 0-1                                       | Ford Field                                | Fox                                       | Sintesi                                   |

## Premi

### Premi settimanali e mensili
- Jack Fox:

giocatore degli special team della NFC della settimana 3.
- Jared Goff:

giocatore offensivo della NFC della settimana 4
quarterback della settimana 7
giocatore offensivo della NFC del mese di ottobre
- Aidan Hutchinson:

difensore della NFC del mese di settembre
- Brian Branch:

difensore della NFC della settimana 6
- Jake Bates:

giocatore degli special team della NFC della settimana 7
giocatore degli special team della NFC della settimana 10
giocatore degli special team della NFC del mese di novembre
- Jahmyr Gibbs:

running back della settimana 7
running back della settimana 8
giocatore offensivo della NFC della settimana 18
running back della settimana 18
giocatore offensivo della NFC del mese di dicembre/gennaio
- Kalif Raymond:

giocatore degli special team della NFC della settimana 8